# Багнер, Джо
Джо Ба́гнер (англ. Joe Bugner, при рождении Йо́зеф Кройль Бу́гнер, род. 13 марта 1950, Сегед) — английский боксёр венгерского происхождения. Чемпион Европы в тяжёлом весе. Был одним из сильнейших тяжеловесов профессионального бокса в 1970-х. Чемпион Европы среди профессионалов в 1972—1975 и в 1976. Провел два боя с Мохаммедом Али в 1973 и в 1975, в которых сумел продержаться все 12 и 15 раундов и проиграл по очкам. В 1977 году эмигрировал в Австралию, где несколько раз становился чемпионом.
Джо Багнер имеет ряд заметных побед над бойцами: Генри Купер, Чак Вепнер, Джимми Эллис, Джеймс Тиллис, Дэвид Бэй, Грег Пейдж, Джеймс «Костолом» Смит

## Артист
Багнер снимался в серии фильмов и в телесериале Затерянный мир.

## Роли
- 1977: The Greatest
- 1978: Lo chiamavano Bulldozer
- 1979: Uno Sceriffo extraterrestre — poco extra e molto terrestre
- 1979: Io sto con gli ippopotami
- 1981: Occhio alla penna
- 1988: Barracuda
- 1990: Sher Mountain Killings Mystery
- 1992: Fatal Bond
- 1992: A Country Practice
- 1994: Street Fighter
- 1997: Roar
- 1999: Journey to the Center of the Earth
- 2000: Pizza
- 2000: Walk the Talk
- 2001: The Lost World
- 2003: Gettin’ Square
- 2004: The New Boots
- 2004: The Baby Juice Express